# 싱가포르 걸

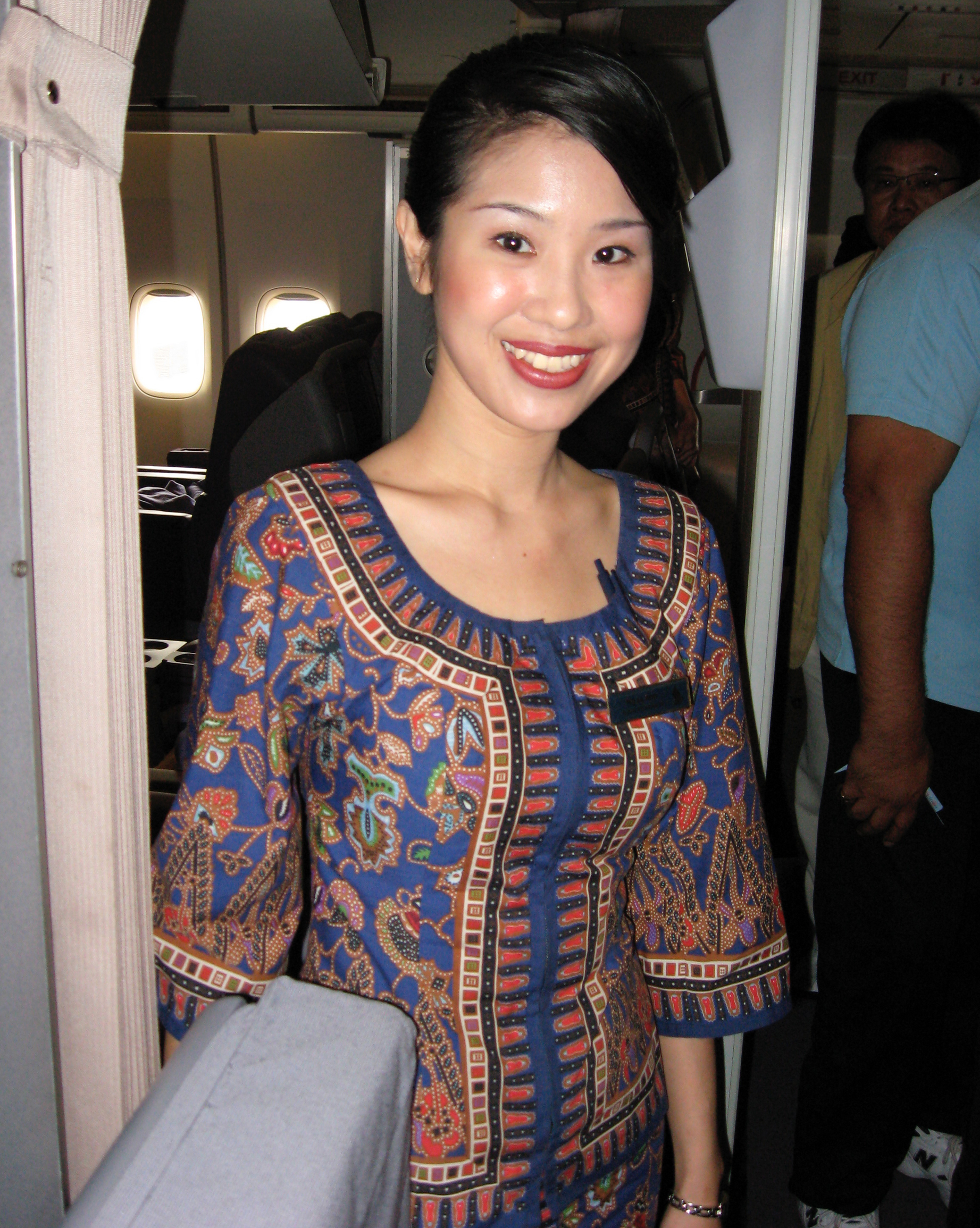
사롱 케바야를 입은 여 승무원

싱가포르 걸은 싱가포르 항공의 승무원을 부르는 말이다. 1972년부터 지속되고있는 싱가포르 항공을 대표하는 상징 중 하나이며 바틱 문양이 새겨진 독특한 "사롱 케바야" 유니폼을 입는다.

## 초창기
1968년, 말레이시아 항공과 싱가포르 항공이 분리되기 전인 말레이시아 싱가포르 항공시절, 싱가포르걸은 처음으로 아이콘화와 브랜드화되었다. "사롱 카바야" 유니폼은 말레이시아 싱가포르 항공에 의해 처음으로 소개되었다. 이것은 후에 싱가포르 항공의 기업 상징으로 발전한다. Ian Batey에 의해 최초로 브랜드화되었다.
말레이시아 싱가포르 항공은 1972년 10월 1일에 운영이 중단되었고 싱가포르 항공이 그 뒤를 이었다. 싱가포르 걸은 1972년, 프랑스의 오트쿠튀르 디자이너인 Pierre Balmain이 말레이의 사롱 케바야를 승무원 유니폼으로 개량하여 디자인하였다. 그 후로, 유니폼은 싱가포르 항공을 대표하는 특징으로 세계의 주목을 받게 된다.
1972년 이후, 싱가포르 걸의 이미지는 전세계 미디어 매체 광고를 통해 노출되고 있다. 텔레비전 광고에서 사용되는 테마 음악은 Kevin Peek에 의해 작곡되었다.

### 세계적인 아이콘
싱가포르 걸은 슬로건인 "A Great Way To Fly."와 함께 싱가포르 항공의 시각적인 상징이 되었다. 싱가포르 걸은 아시아의 우아함, 환대, 특별함의 전형으로 자리 잡았다.

1993년, 싱가포르 걸은 전세계적으로 유명한 런던의 Madame Tussaud 밀랍인형 박물관에 최초로 전시되었다. 이 작품은 1995년에 뉴욕 라가디아 공항의 델타 항공 셔틀 중앙 홀로 옮겨졌다.
2004년 3월, 싱가포르 걸은 싱가포르 관광청에서 주최하는 18회 관광 시상식에서 Outstanding Contribution to Tourism Award를 수상하였다.

## 채용
싱가포르 항공은 원래 싱가포르인과 말레이시아인만을 승무원으로 채용하였으나, 1995년, 노선이 전세계로 확장되면서 승무원과 승객간의 언어 장벽을 낮추기 위하여 중화인민공화국, 인도, 인도네시아, 일본, 대한민국, 중화민국 등 다른 국적을 가진 승무원을 채용하기 시작하였다.
지원자 중 약 10%만이 통과하여 "싱가포르 걸"이 되는 훈련을 받을 수 있다.
싱가포르 항공은 승무원의 외관(옷매무새)에 다음과 같은 엄격한 규정을 적용한다.
- 머리색은 검은색이나 어두운 갈색만 허용된다. 승무원은 헤어하일라이터(칼라스프레이)를 사용할 수 없다.
- 머리가 길 경우, 쪽머리 혹은 소라머리 같은 올림머리만이 허용된다.
- 남승무원의 경우 깃에 닿지 않을 정도의 스포츠 머리와 귓불보다 길지 않은 구랫나루가 허용된다. 앞머리는 눈썹 위로 와야한다.
- 눈썹은 그리거나 문신을 하여 비지 않도록 한다.
- 아이섀도우 색은 피부색에 따라 회사에서 지정해준 파랑 혹은 갈색만이 허용된다.
- 화려하거나 달랑거리는 귀걸이는 허용되지 않는다.(단추형 보석 혹은 진주만 가능)
- 립스틱 색은 회사에서 정해준 밝은 빨간 색 중 하나여야 한다. 분홍이나 자주색은 금지되어있다.
- 체인과 목걸이는 허용되지 않는다.
- 단순한 팔찌와 반지만이 허용된다. 작고 단순한 손목시계만이 허용된다.
- 한시간짜리 비행이라도, 단거리 비행을 포함한 매 비행시 여분의 케바야를 지참해야 한다.
- 매니큐어색은 회사에서 지정해준 밝은 빨간색 계열 중 하나여야 한다. 손톱의 매니큐어에는 흡집이 있어서는 안된다.
- 페디큐어색은 회사에서 지정해준 밝은 빨간색 계열 중 하나여야 한다. 페디큐어가 되어있지 않을 경우 스타킹을 꼭 착용하도록 한다.
- 이착륙시 안전화나 샌달을 신어야 한다. 그 외의 시간에는 승무원은 바틱 슬리퍼를 착용해야 한다.

## 유니폼

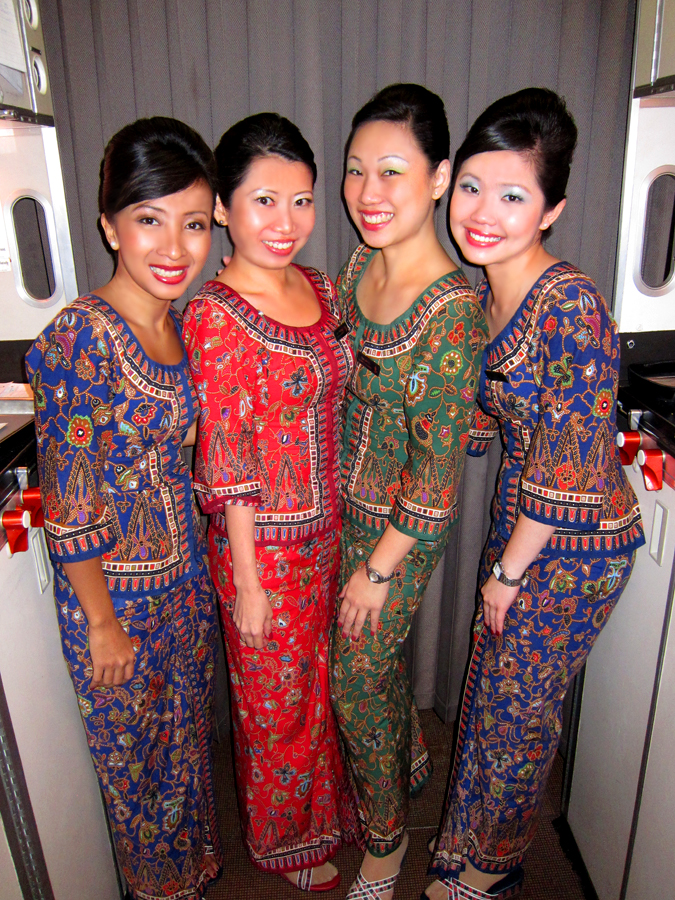
A group of Singapore Girls. Their different ranks are represented by the colour of their sarong kebaya (not shown is the burgundy-clad In-Flight Supervisor).

케바야의 4가지 색은 싱가포르 걸의 직급을 표시한다. :
- 파랑 – "Flight Stewardess"
- 초록 – "Leading Stewardess"
- 빨강 – "Chief Stewardess"
- 보라(버건디) - "In-Flight Supervisor"

싱가포르 걸의 유니폼은 큰 변화가 없었지만, 남승무원의 유니폼은 2008년 6월 30일에 갱신되었다. 모든 남승무원들은 싱가포르 걸의 암청색 케바야에 맞추어 동일한 남색 정장을 착용한다. 남승무원의 직급은 넥타이 색으로 구분된다.
넥타이의 4가지 색은 남승무원의 직급을 표시한다. :
- 파란 줄무늬 - "Flight Steward"
- 초록 줄무늬 - "Leading Steward"
- 빨간 줄무늬 - "Chief Steward"
- 보라 줄무늬 - "In-Flight Supervisor"

이 전에는 정장 자켓과 회색 바지를 착용하였으며, 직급은 자켓의 색을 이용하여 나타내었다.
- 밝은 파랑 - "Flight Steward"
- 하늘색 - "Leading Steward"
- 남색 - "Chief Steward"
- 회색 - "In-Flight Supervisor"

2001년 4월, Pierre Balmain이 디자인한 안전화로 바뀌었고, 이는 싱가포르 항공 006편 추락 사고 이후에 승무원이 샌달을 잃어버릴 수 있다는 안전 평가에 따른 것이다.